# Macroconchoecia
Macroconchoecia is een geslacht van kreeftachtigen uit de klasse van de Ostracoda (mosselkreeftjes).

## Soorten
- Macroconchoecia caudata (Müller, G.W., 1890)
- Macroconchoecia macroreticulata (Ellis, 1984)
- Macroconchoecia reticulata (G.W. Müller, 1906)
- Macroconchoecia spinireticulata (Ellis, 1984)